# Androya
Androya, monotipski biljni rod iz porodice strupnikovki. Jedina vrsta je madagaskarski endem A. decaryi, drvo koje se na Crvenoj listi vodi kao gotovo ugroženo (NT), a danas raste na jugu otoka (nacionalni park Andohahela, planine Angavo, zaštićeno područje  Sud-Ouest Ifotaky, nacionalni park Tsimanampesotse, zaštićeno područje Tsinjoriake)
Rod i vrsta opisani su 1952.